# Rancio
Rancio är en oenologisk term och benämning på en speciell arom. Rancio kan kännas i många starkviner och kan i vissa fall uppträda i cognac som lagrats länge. Aromen rancio kan även återfinnas i icke-alkoholrelaterade ämnen som till exempel nötter och torkad skinka.